# Brian Vandenbussche
Brian Raymond Vandenbussche (Blankenberge, 24 september 1981) is een Belgisch voormalig voetbaldoelman.

## Spelerscarrière

### Sparta
In het seizoen 2001/02 speelde hij zijn eerste wedstrijd in het betaald voetbal, nadat hij in de winterstop overkwam van Club Brugge naar Sparta. Hij debuteerde met Sparta tegen Roda JC, waar hij in de tweede helft het veld opkwam nadat Victor Kros in de eerste helft tweemaal voor Roda gescoord had. Vandenbussche speelde ook de twee seizoenen erna voor de club uit Rotterdam. Hij moest Frank Kooiman voor zich dulden.

### sc Heerenveen
Hoewel hij op Het Kasteel doorgaans reserve was, besloot sc Heerenveen hem in de zomer van 2004 naar Friesland te halen. Hij zou in eerste instantie als tweede doelman gehaald zijn, maar na een blessure van Boy Waterman kwam de Belg al na vier wedstrijden in de basis te staan. Deze heeft hij sindsdien eigenlijk nooit meer weggegeven. Toch is Vandenbussche niet helemaal onomstreden, elk seizoen werden nieuwe keepers gehaald om de strijd met hem aan te gaan. En vaak leek het er op dat de Belg deze zou verliezen mede door blessures. Maar uiteindelijk won Vandenbussche steeds de strijd om de positie in het doel.
Na eerder Waterman te hebben verdrongen deed hij hetzelfde met Van Dijk, Steppe, Vonk en Lejsal. Op 13 februari 2010 verloren de Friezen in het Abe Lenstra stadion met 2-0 van Ajax en moest de goalie met een knieblessure voortijdig naar de kant. In de voorbereiding op het nieuwe seizoen ging het opnieuw mis. Vandenbussche scheurde een kruisband en moest vervolgens zeven maanden revalideren. Ondanks dat hij dus bijna anderhalf jaar niet heeft gespeeld, besloot de directie zijn contract met twee jaar te verlengen. En in de laatste wedstrijd van het seizoen 2010/2011 staat de keeper weer eens in de basis. Op 11 september 2011 verdedigde de Belg voor de 150ste maal het doel van sc Heerenveen. Toen bekend werd dat Vandenbussche in 2014 na tien jaar zou vertrekken bij Heerenveen kwam er onder de fans de wens dat Vandenbussche de laatste officiële thuiswedstrijd van het seizoen, op 27 april 2014, zou keepen. De coach van Heerenveen, Marco van Basten, hield echter zijn vaste keeper Kristoffer Nordfeldt in de basis. Maar nadat Joost van Aken de 3-0 tegen FC Utrecht maakte, mocht Vandenbussche zich warm lopen om vervolgens onder luid applaus de laatste vijf minuten van de wedstrijd te keepen. Enig smetje op deze invalbeurt was dat hij een tegendoelpunt van Jacob Mulenga moest incasseren.

### KAA Gent
Vanaf het seizoen 2014/15 speelde Vandenbussche voor het Belgische KAA Gent. Op 24 september 2014 maakte hij er zijn debuut in de 1/16de finales van de Beker van België tegen vierdeklasser UR Namen. Vandenbussche kreeg na 44 minuten een rode kaart nadat hij de bal met de hand had geraakt terwijl hij uit zijn grote rechthoek stond. Hij werd vervangen door eerste doelman Matz Sels. Gent wist de wedstrijd toch nog te winnen. Het werd 1-3. Vandenbussche bleef in totaal drie seizoenen bij KAA Gent.

### Cercle Brugge
Na het seizoen 2016/17 was het contract van Vandenbussche bij Gent afgelopen. Op 26 juni 2017 maakte Cercle Brugge bekend dat Vandenbussche er een contract voor één seizoen had getekend. De 35-jarige Vandenbussche bleef in Eerste klasse B in de schaduw van Paul Nardi en Miguel Van Damme. Na de promotie naar Eerste klasse A verlengde hij zijn contract nog eens met één jaar. Ook in de hoogste klasse bleef Vandenbussche derde doelman.

### KSC Blankenberge
In februari 2019 maakte Vandenbussche bekend dat hij op het einde van het seizoen zou overstappen naar KSC Blankenberge, de club waar het voor hem allemaal begon. Naast speler werd Vandenbussche er ook keeperstrainer bij de jeugd. Hij werd er ook sportief manager.

## Nationale team
De Belgische doelman was onder bondscoach René Vandereycken samen met Olivier Renard, Davy Schollen, Silvio Proto en Logan Bailly een van de vaste reservedoelmannen bij de nationale ploeg, als doublure van Stijn Stijnen. Hij verzamelde van 2006 tot 2009 drie caps in dertien selecties.

## Statistieken
| Seizoen         | Club             | Land               | Competitie         | Competitie | Competitie | Beker | Beker | Andere | Andere | Internationaal | Internationaal | Totaal | Totaal |
| Seizoen         | Club             | Land               | Competitie         | Wed.       | Dlp.       | Wed.  | Dlp.  | Wed.   | Dlp.   | Wed.           | Dlp.           | Wed.   | Dlp.   |
| --------------- | ---------------- | ------------------ | ------------------ | ---------- | ---------- | ----- | ----- | ------ | ------ | -------------- | -------------- | ------ | ------ |
| 2001/02         | Club Brugge      | Vlag van België    | Jupiler Pro League | 0          | 0          | 0     | 0     | 0      | 0      | 0              | 0              | 0      | 0      |
| 2001/02         | Sparta Rotterdam | Vlag van Nederland | Eredivisie         | 4          | 0          | 0     | 0     | 0      | 0      | 0              | 0              | 4      | 0      |
| 2002/03         | Sparta Rotterdam | Vlag van Nederland | Eerste divisie     | 9          | 0          | 0     | 0     | 0      | 0      | 0              | 0              | 9      | 0      |
| 2003/04         | Sparta Rotterdam | Vlag van Nederland | Eerste divisie     | 1          | 0          | 0     | 0     | 0      | 0      | 0              | 0              | 1      | 0      |
| 2004/05         | sc Heerenveen    | Vlag van Nederland | Eredivisie         | 29         | 0          | 1     | 0     | 0      | 0      | 7              | 0              | 37     | 0      |
| 2005/06         | sc Heerenveen    | Vlag van Nederland | Eredivisie         | 24         | 0          | 1     | 0     | 0      | 0      | 4              | 0              | 29     | 0      |
| 2006/07         | sc Heerenveen    | Vlag van Nederland | Eredivisie         | 36         | 0          | 6     | 0     | 0      | 0      | 0              | 0              | 42     | 0      |
| 2007/08         | sc Heerenveen    | Vlag van Nederland | Eredivisie         | 20         | 0          | 1     | 0     | 0      | 0      | 2              | 0              | 23     | 0      |
| 2008/09         | sc Heerenveen    | Vlag van Nederland | Eredivisie         | 22         | 0          | 5     | 0     | 0      | 0      | 4              | 0              | 31     | 0      |
| 2009/10         | sc Heerenveen    | Vlag van Nederland | Eredivisie         | 15         | 0          | 2     | 0     | 0      | 0      | 5              | 0              | 22     | 0      |
| 2010/11         | sc Heerenveen    | Vlag van Nederland | Eredivisie         | 1          | 0          | 0     | 0     | 0      | 0      | 0              | 0              | 1      | 0      |
| 2011/12         | sc Heerenveen    | Vlag van Nederland | Eredivisie         | 28         | 0          | 3     | 0     | 0      | 0      | 0              | 0              | 31     | 0      |
| 2012/13         | sc Heerenveen    | Vlag van Nederland | Eredivisie         | 5          | 0          | 0     | 0     | 0      | 0      | 0              | 0              | 5      | 0      |
| 2013/14         | sc Heerenveen    | Vlag van Nederland | Eredivisie         | 2          | 0          | 0     | 0     | 0      | 0      | 0              | 0              | 2      | 0      |
| 2014/15         | KAA Gent         | Vlag van België    | Jupiler Pro League | 1          | 0          | 1     | 0     | 0      | 0      | 0              | 0              | 2      | 0      |
| 2015/16         | KAA Gent         | Vlag van België    | Jupiler Pro League | 0          | 0          | 1     | 0     | 0      | 0      | 0              | 0              | 1      | 0      |
| 2016/17         | KAA Gent         | Vlag van België    | Jupiler Pro League | 0          | 0          | 0     | 0     | 0      | 0      | 0              | 0              | 0      | 0      |
| 2017/18         | Cercle Brugge    | Vlag van België    | Proximus League    | 0          | 0          | 0     | 0     | 0      | 0      | 0              | 0              | 0      | 0      |
| 2018/19         | Cercle Brugge    | Vlag van België    | Jupiler Pro League | 0          | 0          | 0     | 0     | 0      | 0      | 0              | 0              | 0      | 0      |
| Carrière totaal | Carrière totaal  | Carrière totaal    | Carrière totaal    | 197        | 0          | 15    | 0     | 0      | 0      | 22             | 0              | 234    | 0      |

## Trainerscarrière
Na afloop van zijn spelerscarrière ging Vandenbussche aan de slag als keeperstrainer van de onderbouw van Cercle Brugge. In 2021 ging hij ook aan de slag als keeperstrainer van KMSK Deinze. Hij had er onder andere Tom Vandenberghe en William Dutoit onder zijn hoede. Toen hoofdtrainer Wim De Decker na afloop van het seizoen 2021/22 afscheid nam van Deinze, eindigde ook het avontuur van Vandenbussche bij de club.
In juni 2022 ging Vandenbussche aan de slag als keeperstrainer van Antwerp FC.

## Persoonlijk leven
- In 2006 huwde Brian Vandenbussche Loes Coudeville. Zij kregen in oktober 2006 een zoontje.[11]
- Vandenbussche stampte in 2020 de keepersschool VDB-Elite uit de grond.[12][13]

## Erelijst
- KNVB beker: 2009
- ING Fair Play-prijs Eredivisie: 2011